# Деций Марий Венанций Василий
Вижте пояснителната страница за други личности с името Венанций.
Деций Марий Венанций Василий (на латински: Decius Marius Venantius Basilius) е римски политик по времето на Одоакър през 5 век.

## Биография
Произлиза от фамилията Цецинии. Син е на Флавий Цецина Деций Василий (консул 463 г.). Брат е на Цецина Маворций Василий Деций (консул 486 г.) и Флавий Цецина Деций Максим Василий (консул 480 г.). Вероятно е баща на Василий Венанций Млади (консул 508 г.).
През 484 г. Василий Венанций e praefectus urbi и консул, с колега Теодорих Велики. Той става patricius.
Надпис, намерен в Колизеум:
| „ | DECIVS MARIVS VENANTIVS BASILIVS V[IR] C[LARISSIMVS] ET INL[VSTRIS] PRAEF[ECTVS] VRB[I] PATRICIVS CONSVL ORDINARIVS ARENAM ET PODIVM QVAE ABOMI NANDI TERRAEMO TVS RVINA PROS TRAVIT SVMTV PRO PRIO RESTITVIT | “ |